# بازی‌های دوستی
بازی‌های دوستی (روسی: Дружба-۸۴)، جایگزین مسابقات المپیک در کشورهایی با یک جهان‌بینی متفاوت بود. چهار سال پس از آن‌ که آمریکا و گروهی از هم‌پیمانان این کشور از شرکت در المپیک ۱۹۸۰ مسکو سرباز زدند، اتحاد جماهیر شوروی و متحدانش برای تلافی مسابقات لس‌آنجلس را تحریم کردند.

## جدول مدال ها
| رتبه            | کشور                     | طلا | نقره | برنز | مجموع |
| --------------- | ------------------------ | --- | ---- | ---- | ----- |
| ۱               | اتحاد جماهیر شوروی (URS) | ۱۲۶ | ۸۷   | ۶۹   | ۲۸۲   |
| ۲               | آلمان شرقی (GDR)         | ۵۰  | ۴۵   | ۴۳   | ۱۳۸   |
| ۳               | بلغارستان (BUL)          | ۲۱  | ۲۵   | ۲۹   | ۷۵    |
| ۴               | کوبا (CUB)               | ۱۵  | ۱۱   | ۱۲   | ۳۸    |
| ۵               | مجارستان (HUN)           | ۱۰  | ۱۷   | ۲۴   | ۵۱    |
| ۶               | لهستان (POL)             | ۷   | ۱۷   | ۳۴   | ۵۸    |
| ۷               | کرهٔ شمالی (PRK)          | ۵   | ۵    | ۱۰   | ۲۰    |
| ۸               | چکسلواکی (TCH)           | ۲   | ۱۸   | ۲۸   | ۴۸    |
| ۹               | چین (CHN)                | ۲   | ۱    | ۴    | ۷     |
| ۱۰              | اتیوپی (ETH)             | ۱   | ۲    | ۲    | ۵     |
| ۱۱              | آلمان غربی (FRG)         | ۱   | ۱    | ۱    | ۳     |
| ۱۲              | ایتالیا (ITA)            | ۱   | ۱    | ۰    | ۲     |
| ۱۳              | ژاپن (JPN)               | ۱   | ۰    | ۰    | ۱     |
| ۱۴              | مغولستان (MGL)           | ۰   | ۲    | ۵    | ۷     |
| ۱۵              | کانادا (CAN)             | ۰   | ۱    | ۰    | ۱     |
| ۱۶              | ونزوئلا (VEN)            | ۰   | ۰    | ۲    | ۲     |
| ۱۷              | زیمبابوه (ZIM)           | ۰   | ۰    | ۱    | ۱     |
| ۱۷              | سوئد (SWE)               | ۰   | ۰    | ۱    | ۱     |
| ۱۷              | فنلاند (FIN)             | ۰   | ۰    | ۱    | ۱     |
| مجموع (۱۹ کشور) | مجموع (۱۹ کشور)          | ۲۴۲ | ۲۳۳  | ۲۶۶  | ۷۴۱   |